# Krüzen (gmina)
Krüzen – gmina w Niemczech w kraju związkowym Szlezwik-Holsztyn, w powiecie Herzogtum Lauenburg. Wchodzi w skład urzędu Lütau.